# Rat der Arbeiter-und-Bauern-Verteidigung
Der Rat für Arbeiter-und-Bauern-Verteidigung bezeichnet ein außerordentliches Organ des Sowjetstaates, das auf Beschluss des Gesamtrussischen Zentralexekutivkomitees der RSFSR am 30. November 1918  gebildet wurde.
Den Vorsitz des Rats führte W.I. Lenin. Der Rat erhielt alle Vollmachten zur Mobilisierung der Kräfte und Mittel des Landes für die Verteidigung. Folgende Aufgaben gehörten dazu:
- Koordinierung der Tätigkeit der militärischen Behörden
- Aufsicht über die Außerordentliche Kommission für die Verteidigung der Roten Armee
- Aufsicht über die verschiedenen Dienststellen für Verkehr, Lebensmittelversorgung, Nachrichtenwesen u. a.

Im April 1920 wurde der Rat in Rat für Arbeit und Verteidigung umgebildet.